# Sacerdotii nostri primordia
Sacerdotii nostri primordia è la seconda enciclica pubblicata da papa Giovanni XXIII il 1º agosto 1959.

È stata scritta nell'occasione del centenario della morte del Curato d'Ars.

## Contenuto
- Introduzione
- I - Ascesi sacerdotale
- II - Preghiera e culto eucaristico
- III - Zelo pastorale
- IV - Conclusione.